# Lista episcopilor romano-catolici de Satu Mare

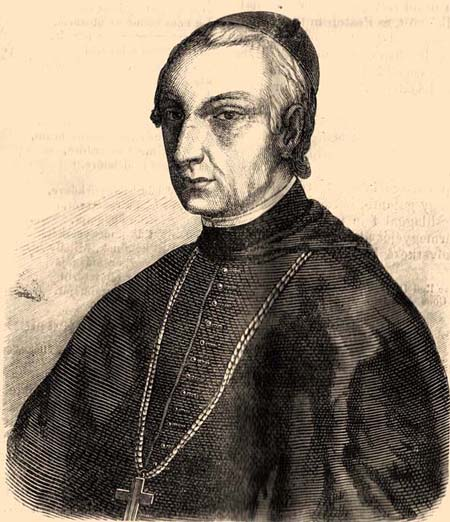
János Hám

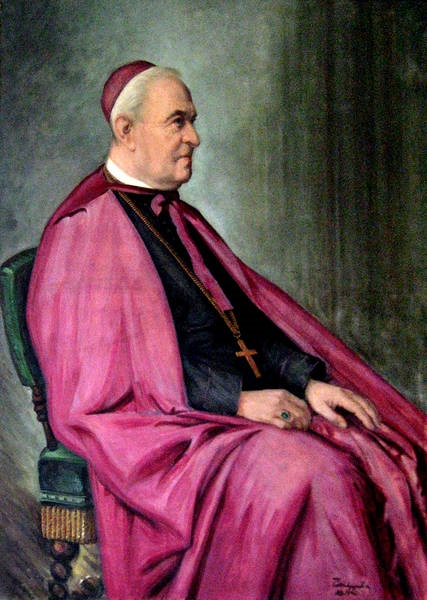
Gyula Meszlényi

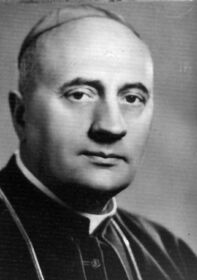
Fericitul János Scheffler

Aceasta este o listă a episcopilor aflați la conducerea Episcopiei Romano-Catolice de Satu Mare:
- 1804–1807: baron István Fischer de Nagyszalatnya (de asemenea arhiepiscop de Eger)
- 1808–1822: Péter Klobusiczky (ulterior arhiepiscop de Kalocsa)
- 1821–1825: Flórián Kovács
- 1827-1848, 1849–1857: János Hám (între 1848-1849 arhiepiscop-mitropolit de Esztergom, primat al Bisericii Romano-Catolice Maghiare)
- 1858–1866: Mihály Haas
- 1866–1872: László Bíró
- 1873–1887: Lörinc Schlauch
- 1887–1905: Gyula Meszlényi
- 1905: Béla Mayer
- 1906–1928: Tibor Boromisza
- 1930–1939: István Fiedler (episcop de Satu Mare - Oradea Mare)
- 1939-1942: Áron Márton (episcop de Alba Iulia, administrator apostolic a Diecezei Satu Mare - Oradea Mare)
- 1942–1952: János Scheffler
- 1990–2002: Pál Reizer
- din 2003: Jenő Schönberger